# 1942年八路军编制序列
1942年八路军编制序列，为列举1942年秋国民革命军第八路军的编制序列。
根据国共两党达成的协议，1937年8月，中国工农红军主力改编为国民革命军第八路军，简称八路军，团结抗日。该部队仍归属中共中央军事委员会直接领导与指挥。同年9月11日，按照全国抗一的战斗序列，又称为第18集团军，总司令为朱德，副总司令为彭德怀。但对内仍称八路军。
八路军自建制以来逐步进行扩编，至1942年秋，其下属已经包括115师、山东军区、120师兼晋绥军区、129师、冀鲁豫军区、晋察冀军区、陕甘宁晋绥联防军、抗日军政大学等。总兵力为340,000人。

## 背景

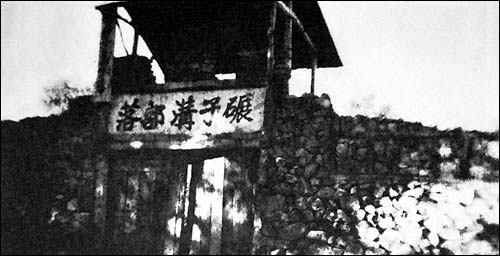
1942年，侵华日军为切断八路军与民众联系，在长城以北40公里和以南20公里以内设立了“无人区”，强制区内的百姓搬入日军设立的“集团部落”

自1940年，八路军晋察冀军区、120师、129师发动20万人参加的百团大战，与日军展开大规模正面作战。战役虽然获得大量武器装备、以及提升全国民众抗日气氛。但亦造成八路军大量伤亡，以及日军、国军对八路军实力的正视。此使得国民政府停止向八路军进行物质补充，以及侵华日军长达数年的扫荡与“三光政策”。皖南事变后，八路军的第4纵队、第5纵队亦补充事变中被国军围剿的新四军兵力。八路军自1941、42年开始遭受物质困乏以及兵源减少的威胁，1942年八路军前方军部被日军偷袭，前总参谋长左权殉国；此后中共中央军委决定仍然把集团军部设置在山西前线。

## 总部
- 总指挥：朱德、副总司令：彭德怀
- 参谋长：叶剑英、副参谋长兼前总参谋长：左权（后滕代远担任总司令部参谋长）
- 政治部主任：王稼祥

### 司令部

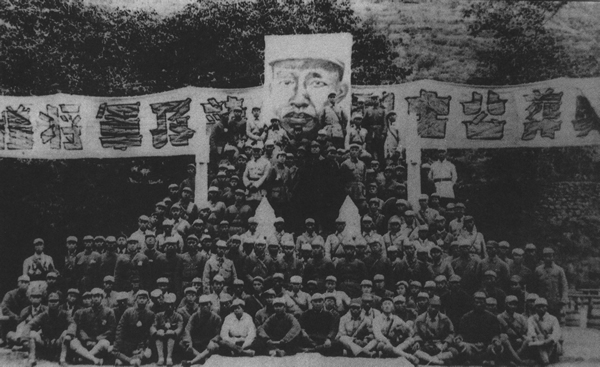
1942年，八路军总部的左权将军追悼大会

- 秘书长：韩进
- 机要科：科长段连绍
- 参谋处：处长白天
  - 第1科：科长王政柱
  - 第2科：科长魏国运
  - 第3科：科长吴子云、副科长林伟
  - 第4科：科长朱早观、副科长谢汉初

- 情报处：主任左权（兼）、滕代远（后）
  - 第1科：科长林一
  - 第2科：科长钱江、副科长张子华
  - 第3科：科长项本立

### 野战政治部
- 野战政治部：主任罗瑞卿、副主任陆定一、秘书处长陈子斌
  - 组织部：部长周桓
  - 宣传部：部长陆定一（兼）、副部长王东明
  - 锄奸部：部长杨奇清
  - 敌工部：部长漆克昌

### 其他部门

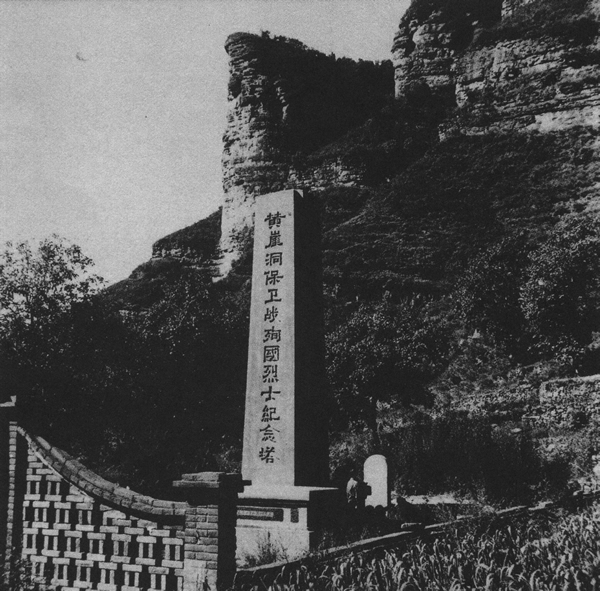
黄崖洞保卫战烈士纪念塔，为纪念1941年11月八路军总部特务团与日军在黄崖洞兵工厂的交战，共军最终取得胜利

- 后勤部：部长兼政治委员杨立三（兼）、管理主任程启光、审计主任余启云、政治部主任吴富善
- 供给部：部长周玉成、政治委员周文龙
- 卫生部：部长钱信忠、政汉部主任曹光琳
  - 白求恩医院：院长詹少联、政治委员马琮璜
- 卫生学校：校长钱信忠（兼）、政治委员肖大甫
- 军工部：部长刘鼎、副部长刘鹏、政治部主任宋煊南
  - 工业学校：校长刘鼎（兼）、副校长陆达
    - 第1所：所长徐长宏
    - 第2所：所长高原
    - 第4所：所长刘鹏（兼）
- 银行：行长兼政治委员高捷成（兼）、副行长熊光炳、政治主任陈希愈、营业部主任杨介人、发行部主任姚一廷
- 特务团：团长欧致富、政治委员郭林祥、邹开胜（后）、政治处主任邹开胜（兼）
- 抗日军政大学总校：校长林彪、政治委员兼政治部主任张际春、副校长滕代远、何长工、教育长何长工（兼）

## 第115师

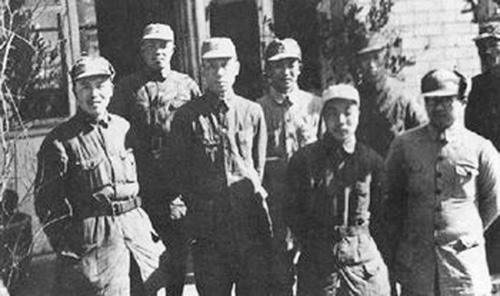
1942年，刘少奇视察115师与山东军区，自左为黎玉、周长胜、刘少奇、陈光、萧华、梁兴初、罗荣桓

第115师，代理师长陈光、政治委员罗荣桓、参谋长陈士渠、政治部主任萧华。
- 司令部
  - 作战科长：李作鹏
  - 通信科长：周涌
  - 管理科长：黄明亮
  - 教育科长：袁仲贤
  - 机要科长：何祖福

- 政治部：
  - 秘书长：欧阳文
  - 组织部长：梁必业
  - 宣传部长：赖可可
  - 锄奸部长：苏孝顺（苏静）
  - 民运部长：李清
  - 敌工部长：张梓祯

- 抗日军政大学第1分校：校长张仁初、政治委员张雄

- 供给部：部长吕麟、政治委员彭显伦、副部长何敬之
- 卫生部：部长谷广善、政治委员李宽和、副部长刘振
- 滨海独立军分区：司令员兼政治委员王叙坤（兼）、参谋主任王晓、政治部主任孔繁彬

### 教导第一旅
- 教导第一旅，1942年8月，由山东纵队第1旅改称[2]，旅长孙继先、政治委员王麓水、参谋长李福泽、政治部主任丁秋生。
  - 第一团：团长杨万兴、政治委员王文轩、副团长刘元生、参谋长高文然、政治部主任丁西元
  - 第三团：团长王吉文、政治委员杜西书、副团长罗文华、参谋长孙光、政治部主任陈韶
  - 第四团：团长钟本才、政治委员杨道和、副团长赖光东、参谋长张德焕、政治部主任董超

### 教导第二旅
- 教导第二旅，由独立支队第1团、鲁南支队、苏鲁支队编成。旅长曾国华、政治委员符竹庭、参谋长何以祥、政治部主任王麓水
  - 第四团：团长钟本才、政治委员吴岱、副团长贺健、政治部主任贾正远
  - 第五团：团长曾明桃、副团长王六生、政治部主任杨永松
  - 第六团：团长蔡正国、政治委员刘西元

### 教导第三旅
- 教导第三旅，旅长王秉璋，政治委员曾思玉，参谋长龙世兴，政治部主任王辉球。
  - 第七团：团长刘正，政委杨俊生，参谋长杨凤坤，政治处主任钟学林
  - 第八团：团长夏德胜，政委李士才
  - 第九团：团长何光宇，政委刘汉，参谋长胡超伦，政治处主任石厚刚

### 教导第四旅兼湖西军区
- 教导第四旅兼湖西军区，旅长兼司令员邓克明，政治委员张国华，副旅长杨尚儒，参谋长匡斌，政治部主任戴润生。
  - 第十团：团长萧明，政委方国南，政治处主任黄佑陵。
  - 第十一团：团长王根培，政委刘仁贵。
  - 独立团：团长卢迪，政委曾子鲁，副团长杨运海。
  - 湖西军分区：司令员胡云生、政治委员潘复生、副司令员郭影秋、参谋主任刘厚培
  - 钜南军分区：司令员匡斌、政治委员卢迪、参谋处长董正洪、政治部主任彦海鹏

### 教导第六旅兼冀鲁边军区
- 教导第六旅兼冀鲁边军区，旅长兼司令员邢仁甫，旅政治委员周贯五，副旅长兼副司令员黄骅，旅参谋长龙书金。军区王卓如、副政治委员兼政治部主任周贯五，参谋主任卢成道。
  - 第十六团：团长杨承德，政委陈德，政治处主任辛易之。
  - 第十七团：团长赖金池，政委曾旭清，政治处主任李学泉。
  - 第1军分区：司令员石景芳，政治委员田战胜，副司令员傅继泽。
  - 第2军分区：司令员徐尚武，政治委员张开。
  - 第3军分区：司令员杨铮侯，政治委员李建国，副司令员李永安。

### 教导第7旅
- 教导第7旅：旅长余克勤、政治委员赵基梅、副旅长昌炳桂、参谋处长李东潮、政治部主任谢福林
  - 第19团：团长汪家道、政治委员孙仁道、参谋长游万川、政治处主任袁子钦
  - 第20团：团长江海山、政治委员刘聚奎、副团长詹仕山、参谋长詹仕山（兼）、政治处主任曾清生
  - 第21团：团长罗赞成、政治委员汪德清、参谋长于振海

### 鲁南军区
- 鲁南军区，司令员张光中，政委兼政治部主任邝任农，参谋长贾耀祥，政治部主任李荆山。

### 山东军区
1942年8月1日，山东纵队改称山东军区，归第115师指挥。原山东纵队第2旅改为滨海独立军分区；第3旅改为清河军区；第4旅改为鲁中军区第1军分区；第5旅归山东军区建制；第5支队改为胶东军区。第115师鲁南军区划归山东军区建制。政治委员黎玉、副司令员王建安、政治部主任江华、参谋处长罗舜初。

### 鲁中军区
- 鲁中军区，司令员罗舜初、政治委员罗舜初（兼）、参谋处长石潇江、政治部主任周赤萍
  - 第1军分区，司令员廖容标、政治委员汪洋、参谋主任刘国柱、政治部主任欧阳平
    - 第10团：团长陈明、政治委员陈宏、参谋长莫明仁、政治处主任黄一元
    - 第12团：团长石新、政治委员胡寅、副团长韩顾三、政治处主任黄华龙

  - 第2军分区：司令员吴瑞林、政治委员王一平、参谋主任吴奎文、政治部主任李建梓
    - 直属团：团长刘遇泉、政治委员王锐、参谋主任王奎堰、政治处主任张圣符

  - 第3军分区：司令员赵杰、政治委员董琰、副司令员封振武、参谋长单洪、政治部主任熊飞
    - 军区直属团：团长陈奇、政治委员李伯秋、参谋长刘陇、政治处主任党英

### 清河军区
- 清河军区，司令员杨国夫、政治委员景晓村、副政治委员刘其人、参谋长袁也烈、政治部主任徐斌洲、副主任陈楚
  - 第1军分区兼清东独立团：团长董有炳、政治委员邱拙元、副团长陈乙斋、参谋主任王轻亭、政治处主任王林
  - 第2军分区兼清西独立团：团长许云轩、政治委员李曼村、副团长马晓云、参谋主任韩子衡、政治处主任张维滋
  - 第3军分区兼清中独立团：团长马千里、政治委员王效禹、副团长孙干卿、参谋主任王郁亭、政治处主任马鸣
  - 第4军分区兼清北独立团：团长杨信、政治委员张辑光、政治处主任张缉光（兼）
  - 第5军分区兼清南独立团：团长赵寄舟、政治委员博玉其、参谋主任高凤池、政治处主任博玉其（兼）
  - 军区直属团：团长郑大林、政治委员孙正、参谋主任张志展、政治处主任王洪模

### 胶东军区
- 胶东军区（1942年7月第5支队改称）：司令员许世友、政治委员林浩、副司令员王彬、参谋长贾若瑜、政治部主任彭嘉庆
  - 第1军分区兼东海独立团：司令员李发（代）、政治委员仲曦东、副司令员于得水、参谋长于一心、政治部副主任朱开印
  - 第2军分区兼北海独立团：司令员孙端夫、政治委员王夷藜、参谋主任李益民、政治部副主任王介
  - 第3军分区兼西海独立团：司令员赵一萍、政治委员于寄吾、参谋长胡铁生、政治部副主任姜克
  - 第4军分区兼南海独立团：政治委员刘佩贤、副司令员卜才、参谋长张怀忠、政治部主任李铁民

### 第五旅
- 第5旅：旅长吴克华、政治委员高锦纯、参谋主任刘云鹏、政治部主任欧阳文、副主任李耀文
  - 第13团：团长王奎先（代）、政治委员李丙令、参谋长裴宗澄、政治处主任李道元
  - 第14团：政治委员张少虹、副团长官峻亭、参谋长肖培之
  - 第15团：团长卜才（代）、政治委员苗雨村、副团长兼参谋长夏侯苏民

## 120师兼西北军区（晋绥军区）
陕甘宁晋绥联防军成立后，第120师兼西北军区（1942年10月改晋绥军区），归联防军指挥。120师兼西北军区，师长兼军区司令员贺龙、政治委员关向应、副司令员续范亭、参谋长周士第、政治部主任甘泗淇。
- 司令部
  - 参谋处处长：陈漫远
    - 第一科科长：樊哲祥
    - 第二科科长：周同、向黑缨（后）
    - 第三科科长：廖述云

  - 队列科科长：戴金川
  - 副官处处长：陈仕南
  - 军法处处长：黄新远
  - 机要科科长：李书华

- 政治部 
  - 总务处处长：廖诗权
  - 组织部部长：薛少卿、王逢源（后）
  - 宣传部部长：柳林
  - 锄奸部部长：李俭珠
  - 敌工部部长：陈钟

- 后勤部：部长陈希云、副部长刘忠
- 供给部：部长范子瑜
- 卫生部：部长贺彪

- 直属特务团：团长杨嘉瑞，政委朱民亲，教育主任欧阳藩，政治处主任黄家文
- 抗日军政大学第7分校：校长周士第（兼）、政治委员徐文烈、副校长喻楚杰、政治部主任杨尚高、训练部长方复生

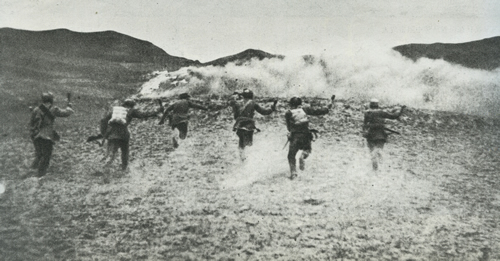
1942年5月，八路军358旅在田家会战斗中向日军发起冲锋，歼灭林川大队

### 第358旅兼第3军分区
- 第358旅兼第3军分区，旅长兼司令员张宗逊、政治委员李井泉、副旅长贺炳炎、参谋长李夫克、政治部主任朱明
  - 第716团：团长黄新廷、政委廖汉生、副政治委员颜金生、政治处主任曾光明、参谋长杨伯让
  - 第7团：团长唐金龙、政委杨秀山、副团长李书茂、政治部主任梁仁芥
  - 第8团：团长刘彬、政委余秋里、参谋长刘子云、政治处主任刘佩荣
  - 第6支队：支队长黄新义

### 第359旅

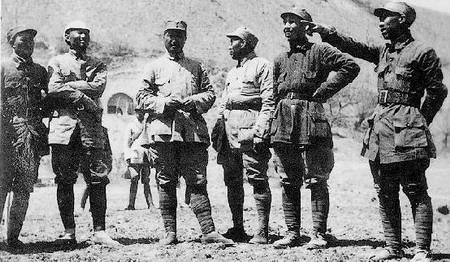
1942年，朱德(右三)、贺龙(右四)在八路军359旅旅长兼政委王震(右二)陪同下，视察南泥湾

- 第359旅归联防军指挥，旅长兼政治委员王震（兼）、副旅长苏进、参谋长唐子奇、政治部主任袁任远、副主任王恩茂
  - 第717团：团长陈外欧、廖纲绍（后）、政治委员晏福生、副团长周俭廉、副政治委员廖明、参谋长江子炎、政治处主任廖明（兼）、曹光之（后）
  - 第718团：团长陈宗尧、政治委员左齐、副团长陈松岳、何远平（后）、副政治委员熊晃、参谋长贺盛桂、政治处主任李大同
  - 第719团：团长张仲翰、政治委员曾涤、副团长贺庆积、副政治委员肖头生、参谋长刘顺文、政治处主任金忠藩
  - 特务团：团长徐国贤、政治委员谭文帮、副团长马光生、参谋长贺焰藩、政治处主任谭文哲
  - 补充团：团长苏螯、政治委员龙炳初、副团长刘克明、参谋长宗赓哲

### 独立第1旅兼第4军分区
- 独立第1旅兼第4军分区，旅长高士一、政治委员朱辉照、冼恒汉（后）、副旅长兼司令员王尚荣、副司令员雷任民、参谋长谷志标，政治部主任杨琪良
  - 第715团：团长顿星云，政委汤成功、曾祥煌（后），参谋长鲁赤诚，政治处主任曾祥煌、杨志启（后）
  - 第2团：团长傅传作，政委黄立清，参谋长彭济民，政治处主任罗洪标
- 山西青年抗敌决死队第4纵队，司令员雷任民、孙超群（后），政治委员雷任民，副司令员孙超群，参谋长王梦祥，政治部主任刘仰峤，副主任王兰麟
  - 第19团：团长沈国栋、李士达（后），政治委员郭实夫、参谋长李士达、政治处主任冀春光
  - 第35团：团长吕仁礼（代），政委姚仲康，副团长吕仁礼，参谋长李克林，政治处主任宋绍德

### 独立第2旅兼第2军分区
- 独立第2旅兼第2军分区，旅长兼司令员许光达，政治委员张平化，副司令员张希钦，参谋长李文清、政治部主任刘惠农。下属
  - 独立第2旅
    - 第714团：团长张绍武、政委李健良、副团长刘林、参谋长马哲武
    - 第9团：团长李发应、政委王定一、参谋长曾征、政治处主任田里卿、政治处主任袁意奋

  - 暂编第1师，师长续范亭，副师长兼参谋长张希钦，政治部主任饶兴、副主任严尚林
    - 第36团：团长高永祥、政委周凯、副团长杨文安、政治处主任黄亚模
    - 第37团：团长张德、王文礼（代）、政委曹铭、参谋长李平东、政治处主任李学勤
    - 游击第2支队：支队长毛少先

### 山西青年抗战决死队第2纵队兼第8军分区
- 山西青年抗战决死队第2纵队兼第8军分区，司令员兼政委韩钧、副司令员侯俊岩、参谋长李敏、政治部主任郝德清、副主任李曙森
  - 山西青年抗战决死队第2纵队
    - 第4团：团长张开基，政委武振刚，参谋长吴化明，政治处主任刘英
    - 第5团：团长刘光先，政委李文炯，副团长吕怀忠，政治处主任张献奎，参谋长张翅远
    - 第6团：团长陈菊生，参谋长郭庆祥，政治处主任张范

  - 山西新军工人武装自卫旅，旅长兼政委侯俊岩，参谋长张新华，政治部主任李明，副主任王庆生
    - 第21团：团长彭家诗，副团长张贵廷，政治处主任侯承章
    - 第22团：团长刘胜武，政治处主任王鉴山

### 第5军分区
- 司令员郭鹏、政治委员胡全、参谋长刘华香、政治部主任陈云开、副主任胡亦民

- 兴岚直属军分区：司令员陈漫远
  - 骑兵支队：司令员姚喆、副司令员陈刚、参谋长张成功、政治部主任张达志、副主任曾锦云
  - 第1团：团长邹凤山、政治委员李佐玉（代）、参谋长方谦、政治处主任王光铁
  - 第2团：团长李国良、黄厚（后）、政治委员彭宝山、刘水仔（代）、副团长余有清、参谋长何益海、政治处主任赖万生
  - 第3团：团长蔡久、政治委员白成铭、副团长邓舜兰、副政治委员姜文华

- 神府河防司令部：司令员刘忠、政治委员武开章、副司令员王宝珊、参谋长李硕、政治处主任王立中

- 晋西北新军总指挥部（仅保留名义）：总指挥续范亭、政治委员罗贵波、副总指挥雷任民、张文昂、政治部主任罗贵波（兼）

## 第129师暨晋冀鲁豫边区
1942年5月8日，第129师决定各旅机关与军分区机关合并，所属部队编为军分区基干团。师长刘伯承、政治委员邓小平、参谋长李达、政治部主任蔡树藩、副主任黄镇。
- 司令部
  - 机要科：科长杨国玉
  - 作战科：科长张廷发
  - 侦察科：科长梁湘龙
  - 通信科：科长周维
  - 管理科：科长周鉴、张林之（后）
  - 队务科：科长刘贤润、副科长叶鹏
  - 训练科：科长梁成功
  - 参训队：队长邓仕俊
  - 参议室：参议李新农

- 太行电话总局：局长陈开第、政治委员朱文辉

- 政治部
  - 组织部：部长徐立清、副部长张南生
  - 教育部：部长朱光
  - 敌工部：部长张香山
  - 锄奸保卫部：部长卜胜光
  - 民运部：副部长陈宫
  - 生产部：部长张克威、副部长周光坦
  - 军法处：处长丁武选
  - 总务处：处长鲁加汉、姚大非（后）
  - 巡视团：主任吴富善
- 勤务部：部长兼政委杨立三
- 供给部：部长施作林、副部长周文龙
- 卫生部：部长钱信忠、政治委员孙仪之
- 兵站部：部长杨立三（兼）
- 抗日军政大学第6分校（1942年2月与总校合并），校长刘忠、政治委员黄欧东、参谋长姚继凤、政治部副主任胡光义。

### 第385旅
- 旅长陈锡联、政治委员谢富治、副旅长赵辉楼，参谋长王智涛，政治处主任卢仁灿
  - 第769团：团长郑国仲，政委鲍先志，参谋长何正文，政治处主任漆远渥、孔俊彪
  - 第13团：团长陶国清，政委肖德明、曾庆梅（后），参谋长李子均，政治处主任曾庆梅、陈文祺（后）
  - 第14团：团长马忠全，政委赵兰田，参谋长韩卫民、熊心乐（后），政治处主任陈文祺、李镜如（后）

### 新编第一旅
- 旅长韦杰、政治委员唐天际、副旅长黄新友、参谋长何柱成、副参谋长冯精华
  - 第1团：团长方升普、政委邵文斗、副团长周凯东、参谋长黄狄秋、政治处主任崔建功
  - 第2团：团长吴思行、政委敖纪民、副团长李化民、参谋长陈皓、政治处主任周固礼

### 太行军区（由129师部兼）

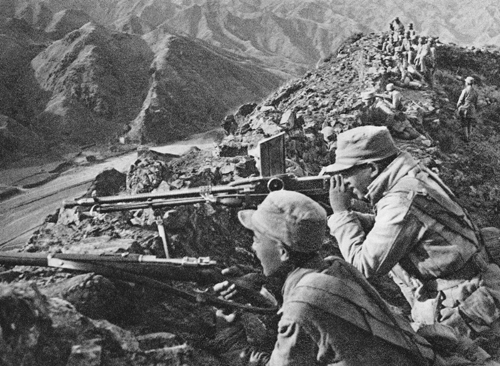
1941年，袭击涞源日军守军的八路军晋察冀一分区部队

司令员刘伯承（兼）、政治委员邓小平（兼）、参谋长李达（兼）、政治部主任蔡树藩（兼）、副主任黄镇（兼）、副司令员王树声。

#### 第1军分区
- 第1军分区，1941年1月，新编第11旅与太行军区第1军分区合并。司令员秦基伟、政治委员高扬、副司令员胡震、刘金轩（后）、副政治委员郭峰、参谋长王远芬、政治部主任刘昭、副主任冷裕光、武委会主任胡立信
  - 第31团：团长曾纪云、政治委员刘宣、参谋长白珂、政治处主任甘德洲

#### 第2军分区
- 第2军分区（新10旅兼），1941年10月，新编第10旅与太行军区第2军分区合并。旅长兼司令员曾绍山（兼）、副司令员张国传、政治委员赖际发、副政治委员陶鲁笳、参谋长蒋克诚、政治部主任穰明德、副主任翁可业
  - 第28团：团长曹洪德、政治委员张卓之参谋长吴仕洪
  - 第30团：团长葛海洲、政治委员马定夫参谋长徐宏勋

#### 第3军分区
- 第3军分区（决死第3纵队兼），1941年1月，山西青年抗敌决死队第3纵队与太行军区第3军分区合并。司令员鲁瑞林、政治委员王一伦、副司令员刘昌义、参谋长刘昌义（兼）、史景班（后）、政治部主任车敏瞧、副主任彭光
  - 决死第7团：团长尹立海、政治委员高治国、副团长贾定基
  - 决死第8团：团长郭本银、政治委员谭友夫、副团长吴凤高、参谋长陈瑞符
  - 决死第9团：团长邹善芳、副团长刘胜斌、政治委员张恒业、参谋长王毓淮

#### 第4军分区
- 第4军分区：司令员石志本、政治委员王孝慈、副司令员宗书阁副、政治委员宋之春、参谋长李景良、政治部主任宋之春（兼）、副主任李震
  - 第32团：团长宗书阁（兼）、政治委员黄泽九、副团长王海东、政治处主任向德弼

#### 第5军分区
- 第5军分区：司令员皮定均、政治委员王维纲、参谋长高体乾政治部主任李开湘
  - 第34团：团长齐开宏、政治委员金传华、副团长梅盛伟

#### 第6军分区
- 第6军分区（1941年9月成立）：司令员宗凤洲、政治委员朱穆之、鲍先志（后）、副司令员胡震、刘金轩、参谋长韩卫民、政治部主任胡裕文、副主任王大任
  - 第1团（武安团）：团长何德育、副团长王华安、政治处主任杨忠
  - 第2团（邢台团）：团长安仲琨、政治委员吴飘萍、鲁之沫（后）、副团长蒋国钧、政治处主任吴飘萍、王德纯（后）
  - 沙河团：团长杨信义
  - 第39团：团长郑炎辉、政治委员许志奋、副团长胡绍山

### 第386旅兼太岳军区
1942年1月，太岳纵队兼太岳军区归第129师建制。司令员陈赓、政治委员薄一波、副司令员谢富治、副政治委员王新亭、参谋长毕占云、政治部主任王新亭（兼） 
- 司令部：
  - 机要科：科长刘明旭、朱德功
  - 作战科：科长江子明、副科长郭志伟
  - 侦察科：科长彭光
  - 通信科：科长朱忠村
  - 队务科：科长李树亮、副科长王步青
  - 训练科：科长李尧卿
  - 管理科：科长谭永华

- 政治部
  - 组织部：部长桂绍彬
  - 巡视团：主任刘达宣
  - 宣教部：部长王中青
  - 锄奸部：部长吴蔷
  - 敌工部：部长杨兆春
  - 民运部：部长郭清文
  - 武装动员部：部长王成林

- 总务处：处长朱国华
- 供给部：部长严俊、政治委员宋匡兰、副部长周化祥、冯丕成
- 卫生部：部长曾新津、政治委员彭之久

#### 决死第1旅
- 决死第1旅，旅长李聚奎、政治委员顾大川、周仲英（代），副旅长孙定国、参谋长李成芳、政治部主任周仲英（兼）、刘有光（代），副主任刘有光
  - 第25团：团长刘丰、政治委员雷荣夫、参谋长李懋之
  - 第38团：团长蔡爱卿、政治委员胡荣贵、参谋长余秉钧
  - 第57团：团长黎锡福、政治委员曹普、参谋长刘增财
  - 第59团：团长黄宗述、参谋长李凯旌、政治处主任秦纯一

#### 第386旅
- 第386旅，旅长王近山、政治委员聂真副、政治委员刘忠、参谋长周希汉、政治部主任张祖谅
  - 第772团：团长陈康、政治委员廖冠贤、参谋长武承先
  - 第16团：团长常祥考、副团长陈景玉、参谋长周学义
  - 第17团：团长尤太忠、政治委员高德西、副团长张成宽
  - 第18团：团长闵学胜、政治委员金世柏、参谋长田永智

#### 军分区
- 第1军分区，司令员苏鲁、政治委员刘植岩、副司令员张春森、副政治委员王观潮、政治部主任刘平
- 第2军分区，司令员李明如、政治委员史健、副司令员袁学凯、参谋长蔡发祥、政治部主任张学治
  - 汾东支队，司令员景仙洲、政治委员石二生
- 第3军分区，司令员解学恭、副司令员李述之、副政治委员王成林、参谋长阎国梁、政治部主任黄胜明（代）
  - 洪赵支队，支队长赖万芳、政治委员解学恭（兼）
- 第4军分区（1942年2月原第212旅与军分区合并，所辖三个团合编为一个团——第54团），司令员马英、副司令员钟美科、副政治委员朱佩宣、参谋长肖元忠、政治部主任陈力
  - 第54团：团长王堂、副团长申长征、政治处主任邵泽民

#### 豫晋联防区
- 豫晋联防区（1942年4月成立），司令员刘忠（兼）、政治委员聂真（兼）
  - 联防第1分区（第18团兼）
  - 联防第2分区，司令员张河承、政治委员杨玉屏副、政治处主任李清
  - 联防第3分区（第57团兼）

### 冀南军区
冀南军区，司令员陈再道、政治委员宋任穷、刘志坚（代）、副司令员王宏坤、副政治委员李菁玉、刘志坚、参谋长范朝利、王蕴瑞（后）、政治部主任刘志坚（兼）、副主任朱光
- 司令部：
  - 参谋处：处长王蕴瑞
  - 机要科：科长韩正夫
  - 作战科：科长王树棠
  - 侦察科：科长严家安
  - 通信科：科长张有年
  - 管理科：科长黄开群
  - 队务科：科长王蕴瑞（兼）
  - 武装科：科长郑云星

- 政治部
  - 组织部：部长吴建初、副部长刘华清
  - 宣传部：部长董启强
  - 锄奸部：部长刘明辉、副部长寇庆延
  - 敌工部：部长张茂林

- 供给部：部长资建候、政治委员赖勤
- 卫生部：部长王肇元、政治委员符全斌

- 骑兵团：团长曾玉良、政治委员况玉纯、副团长曹洪武、参谋长王永元、政治处主任王青清
- 特务团：团长宁贤文、政治委员刘理连

#### 新4旅
- 新4旅（1942年4月与第4军分区遭日军合击；6月重建新4旅，辖第771团、第20团和骑兵团；11月旅机关与第4军分区机关合并，第771团归第4军分区，第20团归第1军分区，骑兵团直属冀南军区），旅长徐深吉、政治委员文建武、副旅长杜义德、参谋长陈明义、政治部主任袁鸿化、副主任陈元龙
  - 第771团：团长吴宗先、政治委员张百春、王进前（后）、副团长贾建国、参谋长周力夫
  - 第10团：团长向守志、政治委员曹光岩、副团长邓岳、参谋长陈明春
  - 第11团：团长李继孔、政治委员桂承志、副团长黄学义

#### 新7旅
- 新7旅（1942年6月与第6军分区合并），旅长易良品、政治委员钟汉华、副旅长邹国厚、参谋长雷绍康、政治部主任刘诗松
  - 第19团：团长黄光霞、政治委员周发田、副团长孙树林、参谋长刘明鉴
  - 第20团：团长徐绍恩、政治委员李汉英、副团长楚大明、参谋长何济林
  - 第21团：团长刘更生、政治委员王进前、张贤廷（后）、副团长张贤延、参谋长姚凤林

#### 新8旅
- 新8旅（1942年6月与第3军分区合并），旅长张维翰、政治委员肖永智、副旅长孔庆德、参谋长周光策、政治部主任王幼平
  - 第22团：团长田厚义、政治委员于笑虹、副团长徐国富、参谋长赵晓舟、政治处主任吴新芝
  - 第23团：团长郝国藩、政治委员李大清、副团长罗崇福、参谋长陈中民
  - 第24团：团长徐宝山、政治委员蒋洪钧、副团长万得坤、参谋长赵仁山、政治部主任郝光

#### 军分区
- 第1军分区，司令员桂干生、政治委员吴建初、副司令员李大磊、郭好礼、参谋长郭好礼（兼）、郑前学（后）、政治部主任彭学桂、副参谋长郑前学
  - 第26团：团长邓忠仁、政治委员廖德义、参谋长赵本元
  - 独立团：政治委员袁振

- 第2军分区，司令员杜义德、政治委员王贵德、李忠（后）、吴诚忠（后）、副司令员魏开荒、政治部委员袁鸿化、李忠（后）、董石强（后）、参谋长何济林、政治部主任贺亦然
  - 第25团：团长梅华樊、政治委员姚克佑、副团长魏润身、参谋长张云声、政治处主任贺光

- 第3军分区（1942年6月与新8旅合并后，辖第22、23团和永北支队），司令员高厚良、张维翰（后）、政治委员李定灼、肖永智（后）、副司令员赵海枫、孔庆德（后）、副政治委员李福祥、参谋长张西三、高厚良（后）、政治部主任甘思和、王幼平（后）、副主任张谭、甘思和（后）、参谋主任张西三
  - 永北支队，司令员赵海枫（兼）、政治委员甘思和（兼）

- 第4军分区，司令员杨宏明、易良品（后）、范朝利（后）、李定灼（后），政治委员文建武、李定灼（后）、文建武（后）、副司令员雷绍康、李继孔（后）、副政治委员钟汉华、郭森（后）、参谋长郑行衢、周光策（后）、张明义（后），政治部主任孙毅民、傅配（后）、季铁中（后）、王贵德（后）
  - 第36团：团长赵鹤亭、政治委员张世盖

- 第5军分区，司令员范朝利（兼），赵义京（后）、政治委员王泊生、副司令员赵义京、陈耀元（后），副政治委员杨树根，参谋长李连仲、陈耀元（后兼）、政治部主任袁鸿化、副主任张俊峰、吴剑统（后）
  - 第27团：团长吕琛、政治委员查茂德

- 第6军分区（1942年6月，新7旅与军分区合并，下辖第19、21团；第20团归第5军分区），司令员邹国厚、李定灼（后）、易良品（后），政治委员夏祖盛、文建武（后）、钟汉华（后）、副司令员夏祖盛、副政治委员董启强、赵一民（后）、参谋长余品轩、雷绍康（后）、王树棠（后），政治部主任刘福胜、董启强（后），副主任吴剑统

## 冀鲁豫军区
1941年，鲁西军区与冀鲁豫军区合并为新的冀鲁豫军区，仍由第2纵队兼。1942年6月，撤销第2纵队番号。
第2纵队兼冀鲁豫军区，司令员杨得志，军区司令员崔田民。政治委员黄敬、苏振华（后），副司令员杨勇，副政治委员苏振华，参谋长阎揆要、政治部主任崔田民。军区政治部主任唐亮、副主任王辉球。

### 教导第3旅
- 教导第3旅，旅长王秉璋（代）。政治委员曾思玉，参谋长龙世兴， 政治部主任王辉球。
  - 第7团：团长刘正、路贤生（代），政治委员杨俊生、副团长路贤生，参谋长杨凤坤，政治处主任解长林、钟世林（后）。
  - 第8团：团长夏德胜，政治委员李士才，副团长齐丁根，参谋长王晓，政治处主任魏金山、惠毅然（后）
  - 第9团：团长何光宇，政治委员刘汉、廖享禄（后），参谋长胡超伦，政治处主任石厚刚

### 教导第7旅
- 教导第7旅，旅长余克勤、政治委员赵基梅、副旅长昌炳桂、参谋长李东潮、政治部主任谢富林、组织科长石卿钢、宣传科长张一枫、锄奸科长白珠山、卫生处长王局朝、供给处长胡维传
  - 第19团：团长汪家道、政治委员孙仁道、参谋长游万川、政治处主任郑仁东
  - 第20团：团长江海山、政治委员胡华居、参谋长詹仕山、总支书记江川
  - 第21团：团长罗赞成、政治委员汪德清、参谋长于振海、总支书记冯行厂

### 南下支队
- 南下支队：司令员赵承金、政治委员何善远、郭林祥、副支队长赵东寰、参谋长赵东寰（兼）、政治处主任王焕如、副主任翟家俊
  - 第16团：团长张培荣、胡乃超（后）、政治委员邓东哲、张秀川（后），副团长邢芳银、参谋长魏文建、李亚峰（后）；政治处主任王伟
  - 第21团：团长胡乃超、常仲连（后）、政治委员曾凡有、李修来（后），副团长韩树铭、参谋长薛续周、魏文建（后）；政治处主任郑鲁
  - 第32团：团长常仲连、政治委员姚国民、副团长李世龙、参谋长刘鸣锴
- 回民支队：支队长马本斋、政治委员李钰、参谋长张刚剑、政治处主任赵文甫

### 军分区

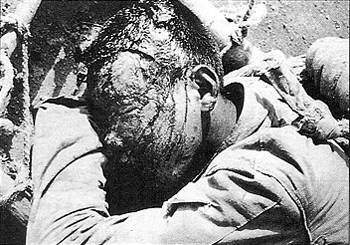
1941年4月，日军扫荡冀鲁豫根据地，图为牺牲的八路军战士

- 第1军分区：司令员刘贤权、政治委员袁振、副司令员马番凯、参谋长刘克奎、政治处主任刘振国
  - 基干团：团长刘克奎（兼）、政治委员田守义、副团长白醒亚

- 第2军分区：司令员周桂生、政治委员关盛志、副司令员张方、政治处主任袁子钦、副主任何涧泽
  - 基干团：团长李天德、政治委员苗鸿祥、高鸣礼（后）、副团长沈振东

- 第3军分区：司令员赵健民、赵遵康、政治委员张希才、副司令员赵遵康、参谋长李铮、政治处主任解长林、副主任杨一新
  - 基干团：团长李铮（兼）、副团长史秉信、参谋长王凤夫、政治处主任屈乾坤

- 第4军分区：司令员刘志远、政治委员石新安、副司令员徐翼、参谋主任朱子伟、政治处主任金绍山
  - 基干团：政治委员王克容、王勉褒（后）、参谋长林庚

- 第5军分区：司令员朱程、政治委员王凤梧、副司令员颜东山、参谋长戴元仁、政治处主任魏明伦、副主任魏十篇
  - 基干团：团长韩金贵、政治委员张明、副团长吴国璋
  - 民军第1团：团长万良友、政治委员张思英
  - 民军第3团：团长朱展、政治委员张勇

- 第6军分区，政治委员裴志耕、副司令员李静宜、参谋长程绍祥、政治处主任鲍洪光
  - 基干团：团长侯国祥、政治委员陈耀先、副团长石宪斌、参谋长余桓茂

- 第7军分区：司令员张耀汉、政治委员赵基梅、邓存伦、副司令员吴大名、参谋长路云、政治处主任曹志贞
  - 基干团
  - 独立团：副团长李金安

- 第8军分区（1942年3月分区机关遭敌合击，分区机构撤消，所辖各区成立游击区；4月在昆山、张秋、汶山一带新建第8军分区），司令员吴机章（后）、政治委员刘德海、副司令员吴机章、参谋长张捷勋、政治处主任魏金山。

## 晋察冀军区
晋察冀军区，司令员兼政委聂荣臻，副司令员萧克，副政治委员刘澜涛、程子华，参谋长唐延杰，政治部主任舒同，副主任朱良才。
- 司令部
  - 第1科：科长唐永健

- 政治部
  - 敌工部：部长厉男
  - 锄奸部：部长余光文

- 总务处：处长吴志远
- 工业部：部长刘再生、政治委员杨成
- 军区教导团：团长郑维山、政治委员方国华、参谋长刁生荣、政治处主任方国华

- 抗日军政大学第2分校，校长孙毅。

### 第一军分区

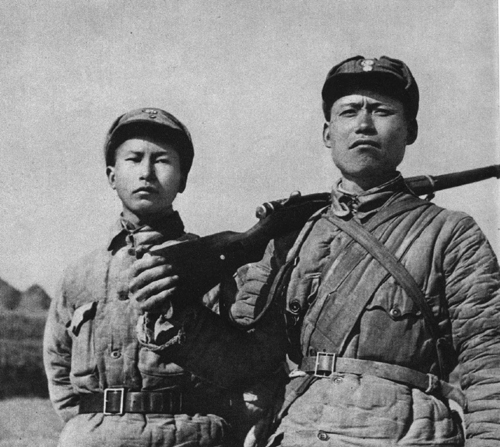
晋察冀1941年秋季战役中，狼牙山五壮士幸存者宋学义与葛振林

- 第一军分区，司令员杨成武、政治委员罗元发、副司令员高鹏、参谋长徐德操
  - 第1团：团长邱蔚、政治委员陈海涵、参谋长晨光
  - 第3团：团长肖应棠、政治委员王平民、副团长赖庆尧
  - 第6团：团长肖思明、政治委员杜文达、副团长谢国仪、政治处主任尚英
  - 第20团：团长陈宗坤、政治委员李振声
  - 第25团：团长宋学飞、政治委员张如三、副团长陈焕
  - 第1区队：区队长齐景武、政治委员张培兴
  - 第2区队：区队长马辉、政治委员黄连秋、副区队长黄伯峰
  - 第3区队：区队长曾雍雅、政治委员史进前、副区队长张钦南
  - 第10区队：区队长刘柏松、政治委员杨银声、副区队长宋维藩
  - 雁北支队：支队长刘苏、政治委员王纯、副支队长贾靖宇

### 第二军分区
- 第二军分区，司令员郭天民、政治委员赵尔陆、参谋长赵冠英、政治部主任汪之力、副参谋长熊德臣
  - 第4团：团长甘炎林、政治委员黄文、参谋长周宏、政治处主任谢明
  - 第19团：团长刘桂云、政治委员廖鼎祥、参谋长马青山
  - 第34团：团长林必然、政治委员陈炎清、参谋长李棠绩
  - 第4区队：区队长曾美、政治委员智生元
  - 第5区队：区队长何能彬、政治委员齐钟

### 第三军分区

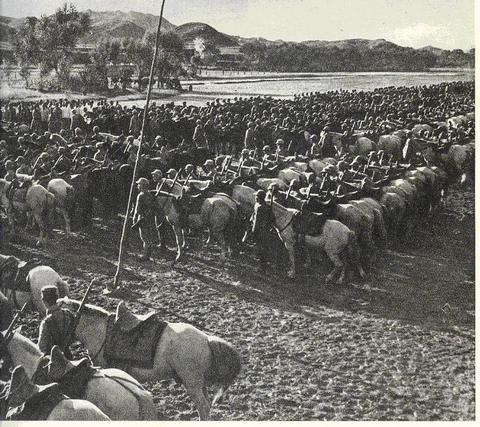
驰骋在晋察冀战场的铁骑兵

- 第三军分区，司令员黄永胜、政治委员王平、参谋长唐子安、副司令员詹才芳、政治部主任王宗槐
  - 第2团：团长李湘、政治委员黄文明
  - 第41团：团长伍生荣、政治委员赵乃禾
  - 第42团：团长李进才、政治委员熊光焰、参谋长金钟、政治部主任耿习舟
  - 骑兵团：团长李钟奇、政治委员曾海廷
  - 第6区队：区队长赵国泰、政治委员喻忠良
  - 第7区队：区队长兼政治委员李光辉

### 第四军分区

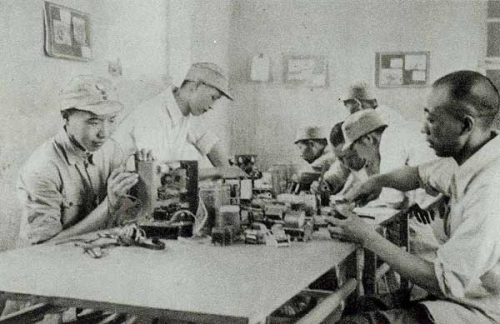
1942年晋察冀军区高级无线电培训班

- 第四军分区，司令员邓华、政治委员刘道生、副司令员郑维生、参谋长易耀彩、政治处主任王紫峰
  - 第5团：团长王辉南、政治委员肖锋、副团长陈开禄、参谋长李镜、政治处主任于英川
  - 第35团：团长曾保堂、政治委员金行生、参谋长唐丕光
  - 第36团：团长罗发明、政治委员郭书明、参谋长刘复生
  - 第8区队：区队长彭龙飞、政治委员邓可运、副区队长韩志凤
  - 第9区队：区队长张荣、政治委员钟炳昌、副区队长丁荣旋

### 第十一军分区
- 第十一军分区，司令员黄寿发、政治委员肖文玖、参谋长熊奎
  - 第7团：团长陈仿仁、政治委员李水清、参谋长陆云辉
  - 第9团：团长王正川、政治委员刘国梁、参谋长刘光第

### 第十二军分区
- 第十二军分区，司令员覃国翰、政治委员段苏权、参谋长才山
  - 第8团：政治委员李瑞清
  - 第10团：团长王亢、政治委员吴涛
  - 第40团：团长钟辉琨、政治委员王启刚、参谋长高坤山

### 第十三军分区
- 第十三军分区，司令员李运昌、政治委员李楚离、参谋长曾炳忠
  - 第7团：团长陈仿仁、政治委员李水清、参谋长陆云辉
  - 第9团：团长王正川、政治委员刘国梁、参谋长刘光第
  - 第11团：团长赵文进、政治委员吴宗鹏
  - 第12团：团长曾克林、政治委员兼政治处主任曾辉、参谋长欧阳波萍
  - 第13团：团长单德贵、政治委员兼政治处主任洪涛

### 第三纵队兼冀中军区

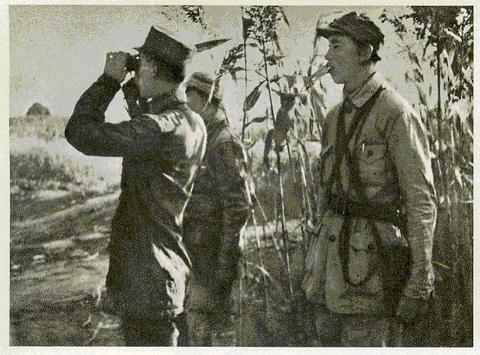
1941年吕正操司令员在冀中前线指挥战斗

- 第三纵队兼冀中军区，司令员吕正操、政治委员程子华、参谋长孙毅、政治部主任孙志远、卓雄（代），副参谋长沙克

- 司令部：秘书长金声、参谋处处长张方、第1科科长张方（兼）、第2科科长原星、第3科副科长李健、第4科科长郑扶、机要科科长李振刚、副官处处长王光文、警备科科长李胜岭、情报处处长张存实、副处长王文波
- 政治部：组织部部长李梦龄、宣传部部长李继之、敌工部部长史立德、锄奸部部长卓雄、民运部部长王逸群、军法处处长边伴山
- 供给部：部长封永顺、政治委员于斌、副部长高志杰
- 卫生部：部长顾正钧、政治委员张庆泰

#### 第六军分区
- 第六军分区，司令员王先臣、政治委员张逢时、参谋长叶楚屏、政治部主任龙福才
  - 第31区队：区队长乾永清、政治委员石以铭、副区队长宋持
  - 第40区队：区队长张和、政治委员杨栋梁
  - 第44区队：区队长孙学芳、政治委员王海庭、参谋长白云峰

#### 第七军分区
- 第七军分区，司令员尹诗炎、政治委员张达、参谋长苏锦章、政治处主任梁达三（代）
  - 第32区队：区队长王璞、政治委员张义羲、参谋长刘汝和
  - 第36区队：区队长谷恒瀛、政治委员廖鼎琳、副区队长冰野

#### 第八军分区

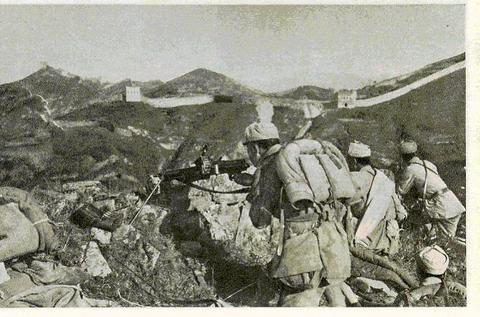
1942年冀东八路军在古长城喜峰口与日军交火

- 第八军分区，司令员孔庆同、政治委员金城、政治部主任张逊之
  - 第33区队：区队长黎彦昌、副区队长宋芝渊、参谋长白兆林
  - 第37区队：区队长朱银波、政治委员龚有源
  - 第41区队：区队长王斌、政治委员阎均
  - 武饶献区队：区队长卢克、政治委员姚凤有

#### 第九军分区
- 第九军分区，司令员王凤斋、政治委员吴立人、副司令员李拂畏、政治部主任方国南
  - 第34区队：区队长王韬、政治委员李耀之、政治处主任赵为民
  - 蠡博南区队

#### 第十军分区
- 第十军分区，司令员刘秉彦、政治委员李斌、政治部主任吴中僖
  - 第35区队：区队长立绍卿、政治委员刘鹏章、参谋长赵文明
  - 第43区队：政治委员王道贵、政治处主任刘劲武、参谋长吴伯钧

#### 警备旅

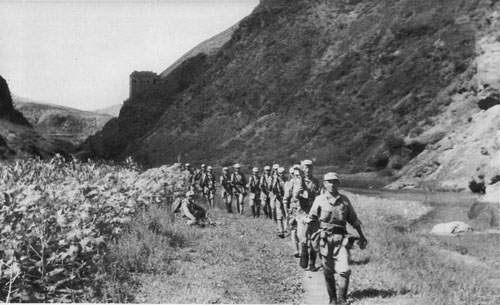
1942年，冀东八路军转到外线作战，图为部队通过司马台

- 警备旅，旅长王长江、政治委员旷伏兆、副旅长马泽迎
  - 警备第1团：政治委员赵均一、副团长林子元、参谋长韩双亭
  - 警备第2团：团长林海清、政治委员孙继铮、参谋长王国治

#### 第6支队
- 第6支队，司令员周彪、政治委员帅荣、副司令员阎力宣
  - 第27团：团长马仁光、政治委员蒋崇景、副团长匡胜雨、政治处主任马文东、参谋长杨治国
  - 第29团：团长黎光、政治委员王兴隆、参谋长王珩

#### 第8支队
- 第8支队，司令员于权坤、政治委员吴西、参谋长刘玉璋、政治部主任甘春雷
  - 第17团：团长闵鸿友、政治委员孙洪志、杨书明，政治处主任赵烘品、参谋长关旭
  - 第22团：团长左叶、参谋长刘正善、政治部主任贺明

#### 第10支队
- 第10支队，司令员韩伟、政治委员魏洪亮
  - 第18团：团长刘子仪、政治委员孔勋、副团长贾一民、参谋长王仰军
  - 第22团：团长贾土珍、政治委员王耀华、副团长贾桂荣、参谋长钟英

## 陕甘宁晋绥联防军

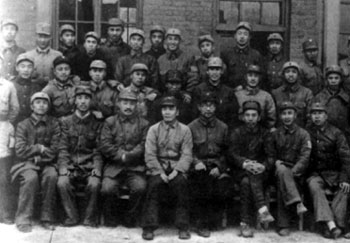
1942年陕甘宁晋绥联防军司令部合影，前排左三起：贺龙、谭政、肖劲光、王震、张经武、甘泗淇、苏进。

根据中共中央军委1942年5月31日决定，陕甘宁晋绥联防军于延安成立，归中央军委直接指挥。继而根据中央军委同年9月15日命令，留守兵团司令部与联防司令部合并，对外保留留守兵团名义。司令员贺龙、政治委员关向应、高岗（代）、副司令员徐向前、肖劲光、副政治委员林枫、高岗（后）、参谋长徐向前（兼）、张经武（后）
- 后勤部：部长：张令彬、政治委员：张启龙、副部长：姚醒吾
- 军需局：局长：南汉宸
- 炮兵团：团长：邱创成、政治委员：邱创成（兼）
- 保安第1团：团长：刘懋功、政治委员：杨中行
- 保安第3团：团长：陈国栋
- 保安第4团：团长：杨文模、政治委员：王再兴
- 骑兵旅（1942年10月30日成立）

### 警备第1旅
- 警备第1旅旅长：文年生、政治委员：阎红彦、副旅长：陈先瑞、参谋长：欧阳家祥、政治部主任杜平
  - 警备第1团：政治委员：余非、副团长：张德发
  - 警备第2团：政治委员：傅忠海、副团长：刘永源
  - 警备第3团：团长：陈先瑞（兼）、政治委员：宋金华、副团长：李学先

### 警备第3旅
- 警备第3旅（1942年10月1日由保安司令部改称），旅长：贺晋年、政治委员：王世泰、副旅长：吕岱峰、副政治委员：吕振球、参谋长：张文舟、政治部主任陈仁麒
  - 警备第7团（1942年10月成立）团长：黄罗斌、政治委员：左爱、副团长：廖纲绍
  - 警备第8团（1942年10月保安第2团改称）团长：陈嵩岳、政治委员：高维嵩
  - 警备第9团（1942年10月警备第5团改称）团长：郭炳坤、政治委员：黄永辉

### 第385旅
- 旅长：王维舟、政治委员：甘渭汉、副旅长：耿飚、陈伯钧（后）参谋长：耿飚（兼）、政治部主任谢扶民
  - 第770团团长：张才千、政治委员：曹广化、宋金华（后）、副团长：卜万科、参谋长：何振亚
  - 第2团团长：周球保、政治委员：宋金华、曹广化（后）
  - 第7团团长：袁渊、政治委员：刘随春